# ペテル・ペレグリニ
ペテル・ペレグリニ（スロバキア語: Peter Pellegrini、1975年10月6日 - ）は、スロバキアの政治家。2024年より大統領を務める。国民議会議長（2014-2016年および2023-2024年）、副首相（2016-2018年）、首相（2018-2020年）などを歴任した。

## 経歴
マテイ・ベル大学経済学部やコシツェ工科大学で銀行業や投資・金融を専攻し、2002年から2006年までエコノミストや全国民営化理事会の顧問として活動した。
2006年の総選挙で方向・社会民主主義 (SMER-SD) から国会議員に初当選。2010年と2012年にも再選された。
2012年から2014年まで財務次官や文部科学相を務めた後、2014年11月25日にパヴォル・キシュカの後任として国会議長に選出された。2015年には欧州連合 (EU) から、スロバキアのデジタル化推進大使に任命された。2016年の第3次ロベルト・フィツォ内閣では、議長の座を降り投資担当の副首相に就任している。
2018年3月15日に、フィツォがジャーナリストのヤン・クツィアク殺害事件を受けて首相を辞任すると、ペレグリニが首相に昇格した。3月21日に大統領アンドレイ・キスカによって正式に首相に指名され、26日に国会の承認を受けた。
2020年2月20日から21日にかけて、ブリュッセルで開催されたEU首脳会議に出席したが、帰国した直後の22日、呼吸器の急性感染症と高熱のため入院した。新型コロナウイルスの感染が疑われたが、スロバキア政府の報道官は「首相は疲労によって肺炎にかかった」とコメントしている。
2020年2月29日に執行された国民議会選挙では、方向・社会民主主義の首相候補として前面に立って選挙戦を戦ったが、野党・普通の人々が53議席を獲得し、党は2006年以来初めて第2党に転落。敗北を受け3月20日に首相を退任、新首相には普通の人々党首イゴール・マトビッチが就任した。
2023年10月25日、議長選挙で賛成131票の過半数を獲得し、自身2度目の国民議会議長に就任。
2024年の大統領選挙において4月6日の決選投票で53％の得票率で、野党が推す親欧米派のコルチョク元外相を破り当選。6月15日に国民議会の特別会議中に大統領就任宣誓を行った。これにより、大統領・首相・国会議長の3つのポストを歴任したスロバキア史上初の人物となった。大統領には無党派の人物が就任するとの政治的慣例に従い、所属する声・社会民主主義の議長（代表）を辞任し、同党からも離党した。

## 人物
イタリア系で、曽祖父のレオポルド・ペレグリニはレヴィツェとズヴォレンを結ぶ鉄道建設の労働者として当時のオーストリア＝ハンガリー帝国に渡ってきた。レオポルドはバンスカー・ビストリツァ県ジアル・ナド・フロノム近くの村で地元の娘と恋仲になり、以来同地に定住した。